# Aristarch Apollonowitsch Belopolski

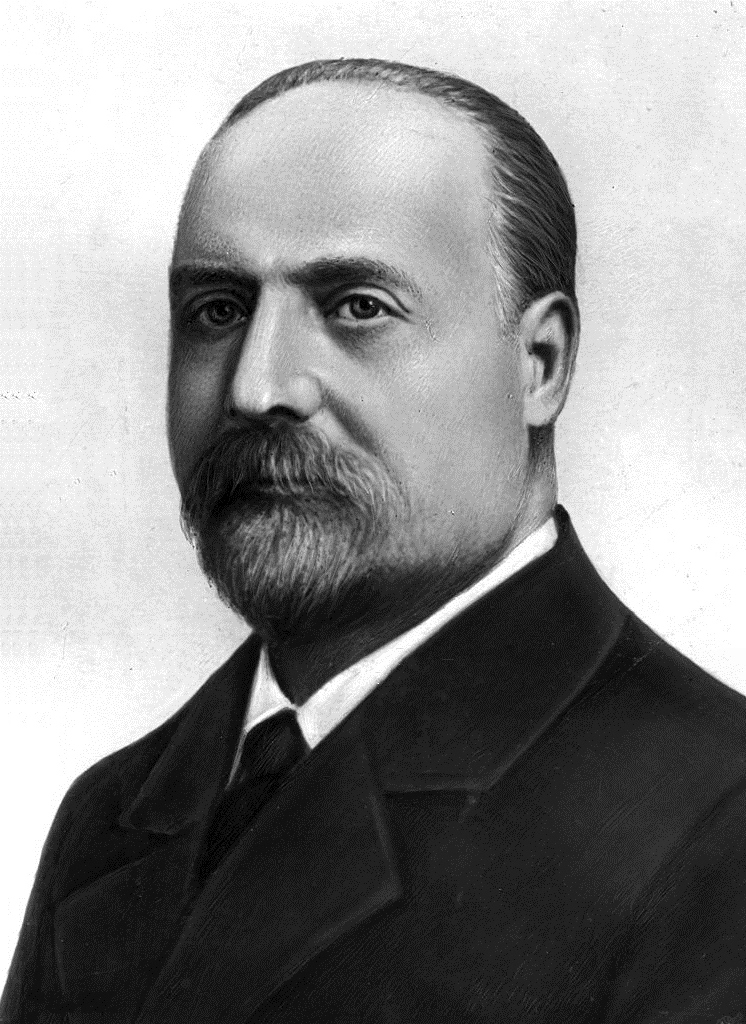
Aristarch Apollonowitsch Belopolski

Aristarch Apollonowitsch Belopolski (russisch Аристарх Аполлонович Белопольский; * 1. Julijul. / 13. Juli 1854greg. in Moskau; † 16. Mai 1934 in Pulkowo) war ein russischer Astronom und Astrophysiker.

## Leben
Die Familie Belopolski stammte aus Belo Polje in Serbien. Aristarch Belopolskis Vater Apollon Grigorjewitsch Belopolski († 1883) war Inspektor des 2. Moskauer Gymnasiums und später Prüfer der Moskau-Jaroslawl-Eisenbahn. Er hatte aus materiellen Gründen nicht Medizin studieren können. Das Interesse für die Wissenschaft zog ihn zum Haus des Historikers Alexei Olenin hin, wo er die Gouvernante der Enkel Olenins, Arzttochter und Absolventin einer Musikschule in Hamburg, kennengelernt und geheiratet hatte. Das Paar hatte die Söhne Aristarch, Olimp und Alexander.
Aristarch Belopolski besuchte 1865–1873 das 2. Moskauer Gymnasium und studierte dann an der physikalisch-mathematischen Fakultät der Universität Moskau mit Abschluss 1877. Er erinnerte sich gern an seinen Lehrer Fjodor Bredichin, bei dem sich wöchentlich die Professoren Nikolai Zinger, August Dawidow, Fjodor Sludski, Alexander Stoletow und Nikolai Schukowski trafen. Unter der Leitung Bredichins fotografierte er 1877 systematisch die Sonne in Vertretung des erkrankten Witold Zeraski. 1878–1888 war er Assistent am Moskauer Observatorium. Auf Betreiben Bredichins wurde er in den Vorbereitungsdienst für Professoren an der Universität Moskau aufgenommen. Auf der Grundlage seiner fotografischen Sonnenbeobachtungen fertigte er eine Magister-Arbeit über die Sonnenflecken und ihre Bewegungen an, die er 1886 mit Erfolg verteidigte. Er führte die beobachteten Heterogenitäten auf die schnellere Rotation der inneren Sonnenschichten relativ zu den äußeren zurück. Bei der Sonnenfinsternis 1887 fotografierte er in Jurjewez die Sonnenkorona.
1888 wechselte Belopolski an das Pulkowo-Observatorium und arbeitete dort zunächst als Adjunkt-Astronom und ab 1891 als Astrophysiker. Mit dem Passageninstrument bestimmte er die Stern-Parallaxen. Er untersuchte die Jupiterrotation und zeigte, dass die Rotation des Äquators nicht gleich der der höheren Breitenkreise ist.  Er benutzte einen Spektrografen zum Fotografieren  der Stern-Spektren. Mit Hilfe des Doppler-Effekts bestimmte er die Radialgeschwindigkeiten von ungefähr 200 Sternen, insbesondere die der Cepheiden. Er stellte fest, dass die Radialgeschwindigkeit des δ-Cephei sich periodisch ändert ebenso wie die Helligkeit und das dies typisch für Sterne dieser Art ist. 1895 verteidigte er mit Erfolg seine Doktor-Dissertation. Im gleichen Jahr untersuchte er wie gleichzeitig Keeler die Radialgeschwindigkeiten der Ringe des Saturn. Ihre Beobachtungen bestätigten die Theorie von Maxwell und Kowalewskaja, dass die Ringe kein einheitlicher Körper sind, sondern Cluster kleiner Planeten mit unterschiedlichen Geschwindigkeiten. 1896 entdeckte er den Doppelstern-Charakter des Castor B. Seine Kometenuntersuchungen führten zu 12 Veröffentlichungen, in denen er den Zusammenhang zwischen der Art des Kometenschweifs und seiner chemischen Struktur beschrieb.

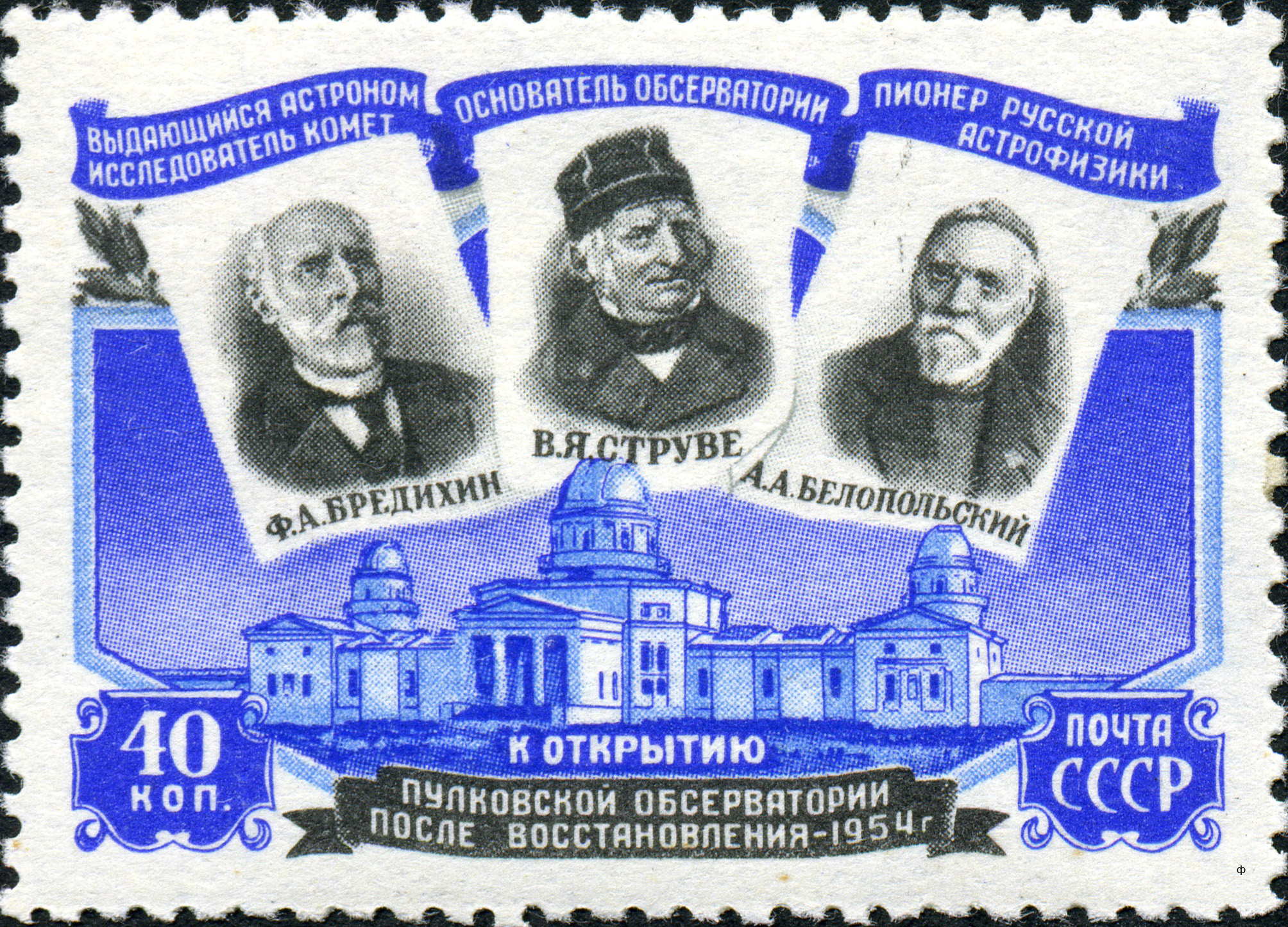
Briefmarke der Post der UdSSR mit den Astronomen F. A. Bredichin, W. J. Struve und A. A. Belopolski anlässlich des Wiederaufbaus des Pulkowo-Observatoriums 1954

1896 nahm Belopolski an einer Expedition in den Fernen Osten teil und 1907 an einer Expedition nach Zentralasien. 1904 veröffentlichte Dmitri Mendelejew seine Äthertheorie, bei der er sich auch auf Belopolskis Daten stützte.
Belopolski wurde 1908 Vizedirektor des Pulkowo-Obervatoriums und 1916 Direktor als Nachfolger seines Freundes Oskar Backlund. Nach der Oktoberrevolution gab er 1918 das Direktorenamt auf, um sich von der Verwaltungsarbeit zu befreien. 1921 erschien sein Lehrbuch zur Astrospektroskopie. 1933 wurde er Ehrendirektor des Pulkowo-Observatoriums. Kurz vor seinem Tode nahm er an einer Expedition in den Nordkaukasus teil zur Bestimmung des Ortes für ein neues Astrophysik-Observatorium.
Belopolski wurde auf dem Friedhof Pulkowo begraben. 1954 wurden seine astrophysikalischen Arbeiten veröffentlicht, und es erschien eine Briefmarke mit den Astronomen F. A. Bredichin, W. J. Struve und A. A. Belopolski anlässlich des Wiederaufbaus des Pulkowo-Observatoriums 1954.
Nach Belopolski wurden benannt:
- Mondkrater Belopol'skiy[6]
- Kleinplanet (1004) Belopolskya, entdeckt von S. I. Beljawski 1923[7]
- A. A. Belopolski-Preis für Astrophysik der Akademie der Wissenschaften der UdSSR bzw. Russischen Akademie der Wissenschaften[8]

## Mitgliedschaften, Ehrungen
- Russische Astronomische Gesellschaft
- Società degli Spettroscopisti Italiani (seit 1901)
- Russische Akademie der Wissenschaften (1903 außerordentliches Mitglied, 1906 ordentliches Mitglied)[9]
- Royal Astronomical Society (seit 1910)
- Preis der Russischen Astronomischen Gesellschaft (zweimal)
- Janssen-Medaille der Académie des sciences (1908)
- Lalande-Preis der Académie des sciences (1918)